# سة ريز (سررود الشمالي)
سة ریز (بالفارسية: سه‌ریز) هي قرية تقع في إيران في قسم سررود الشمالي الريفي. يقدر عدد سكانها بـ 234 نسمة بحسب إحصاء 2016.